# Sobekemsaf II
Sobekemsaf II (El que el protegeix és Sobek) fou rei de la dinastia XVII de l'Antic Egipte. V agovernar vers 1570 aC
El seu nom de tron fou Sekhemre Shedtawy (Poderós Ra el restaurador de les dues terres). El seu nom d'Horus fou Hotepneteru; el nebti Aseskheperu; i l'Hortus d'or Ineqtawy; Sobekemsaf sou el seu Sa Ra.
Abans es pensava que era fill de Sobekemsaf I i la reina Nubemhat, però darrerament aquesta és considerada la seva dona. Fill seus serien Ameni (dubtós), Sobekemheb i Sobekemsaf.
La seva tomba és a Tebes i segons documents de la dinastia XX fou saquejada per dos lladres 750 anys després i fins llavors va restar intacta. Va regnar uns cinc anys del 1565 al 1560 aC 
A més d'altres objectes es conserva una estàtua del faraó i una estela i algunes inscripcions a la roca. Els escarabats són nombrosos. També hi ha dos obeliscs, un d'ells al dia d'avui perdut en mans probablement d'un col·leccionista privat i l'altra al Museu d'Antiguitats Egípcies del Caire.